# Attentat du Métropolis
L'attentat du Métropolis est un attentat politique terroriste perpétré aux dernières heures du 4 septembre 2012 par un tireur au Métropolis, à Montréal, pendant le discours de Pauline Marois, nouvellement élue première ministre du Québec à la suite de l'élection générale québécoise de 2012.

## La fusillade

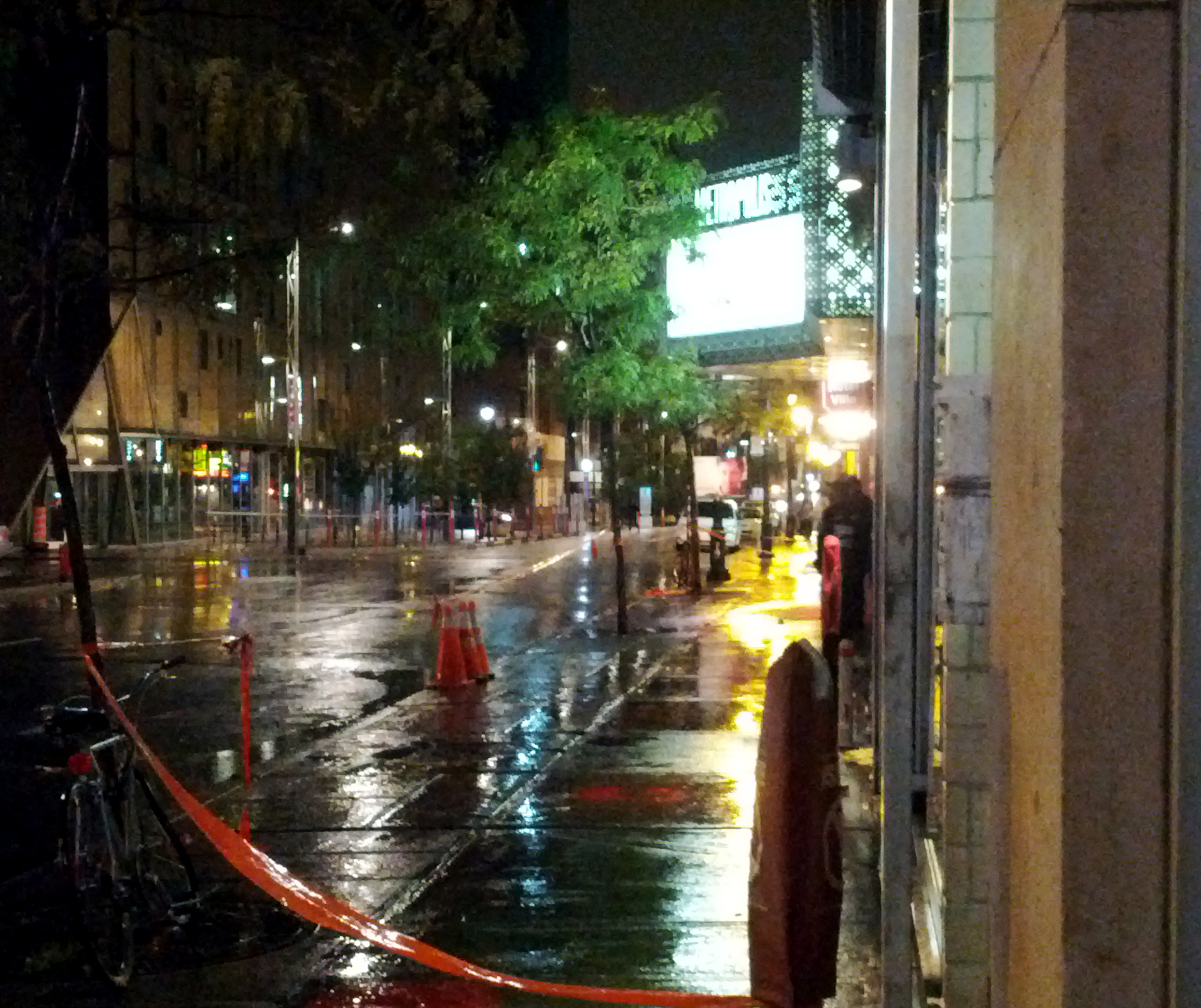
Le Métropolis sur la rue Sainte-Catherine après la fusillade.

Le 4 septembre 2012, à 23 h 58, un homme armé, Richard Henry Bain, s'approche de l'entrée des artistes située à l'arrière du Métropolis, une salle de spectacles du centre-ville de Montréal où sont réunis des partisans du Parti québécois fêtant l'élection de Pauline Marois comme nouvelle première ministre du Québec le soir de l'élection générale québécoise de 2012. À l'extérieur, le suspect tire une seule balle qui atteint deux personnes. Denis Blanchette, un technicien de scène des Productions du Grand Bambou âgé de quarante-huit ans, meurt sur le coup,. Dave Courage, un autre technicien de scène âgé de vingt-sept ans est hospitalisé dans un état critique. Il est opéré dans la nuit et est déclaré hors de danger le lendemain,,. L'arme du tireur s'est enrayée ne permettant pas à l’assassin de décharger ses balles.
Peu après, le présumé tireur est arrêté par les policiers du Service de police de la Ville de Montréal à l'extérieur de l'édifice alors que des milliers de personnes se trouvent toujours à l'intérieur du Métropolis. Cagoulé et vêtu d'un peignoir,, le suspect menotté lance aux médias filmant son arrestation « Les Anglais sont arrivés » ou « Les Anglais se réveillent » et  "It's gonna be fucking payback" ,. L'arrestation du suspect est diffusée en direct par la télévision de Radio-Canada et du Réseau de l'information, un cadreur de la chaîne se trouvant à proximité du Métropolis ayant été alerté par une déflagration et par un incendie qui venait de prendre naissance.
Par la suite, un véhicule suspect est trouvé près du Métropolis. Une arme longue et une arme de poing de calibre 9 mm sont saisis par les policiers.
À l'intérieur, le discours que donne Pauline Marois après sa victoire à l'élection est brusquement interrompu, un bruit d'abord identifié comme une grenade assourdissante ayant été entendu. Bien que Pauline Marois n'ait pas été directement menacée par le tireur, elle est escortée hors de scène par un policier de la Sureté du Québec et son majordome, Jean-Marc Huot. Elle revient par la suite sur scène terminer son discours et demander aux gens de quitter la salle dans le calme. Les personnes à l'intérieur ignorent à ce moment ce qui vient de se produire.
Un incendie, possiblement allumé par le suspect, est circonscrit à l'arrière du bâtiment près d'une des sorties de l'amphithéâtre. Des témoins rapportent avoir vu le suspect lancer une bonbonne d'accélérant dans un conteneur à proximité.
Les enquêteurs sont, au lendemain du drame, incapables de dire si l'incident était une tentative d'assassinat contre Pauline Marois et l'enquête est confiée à la Sûreté du Québec.

## Réactions

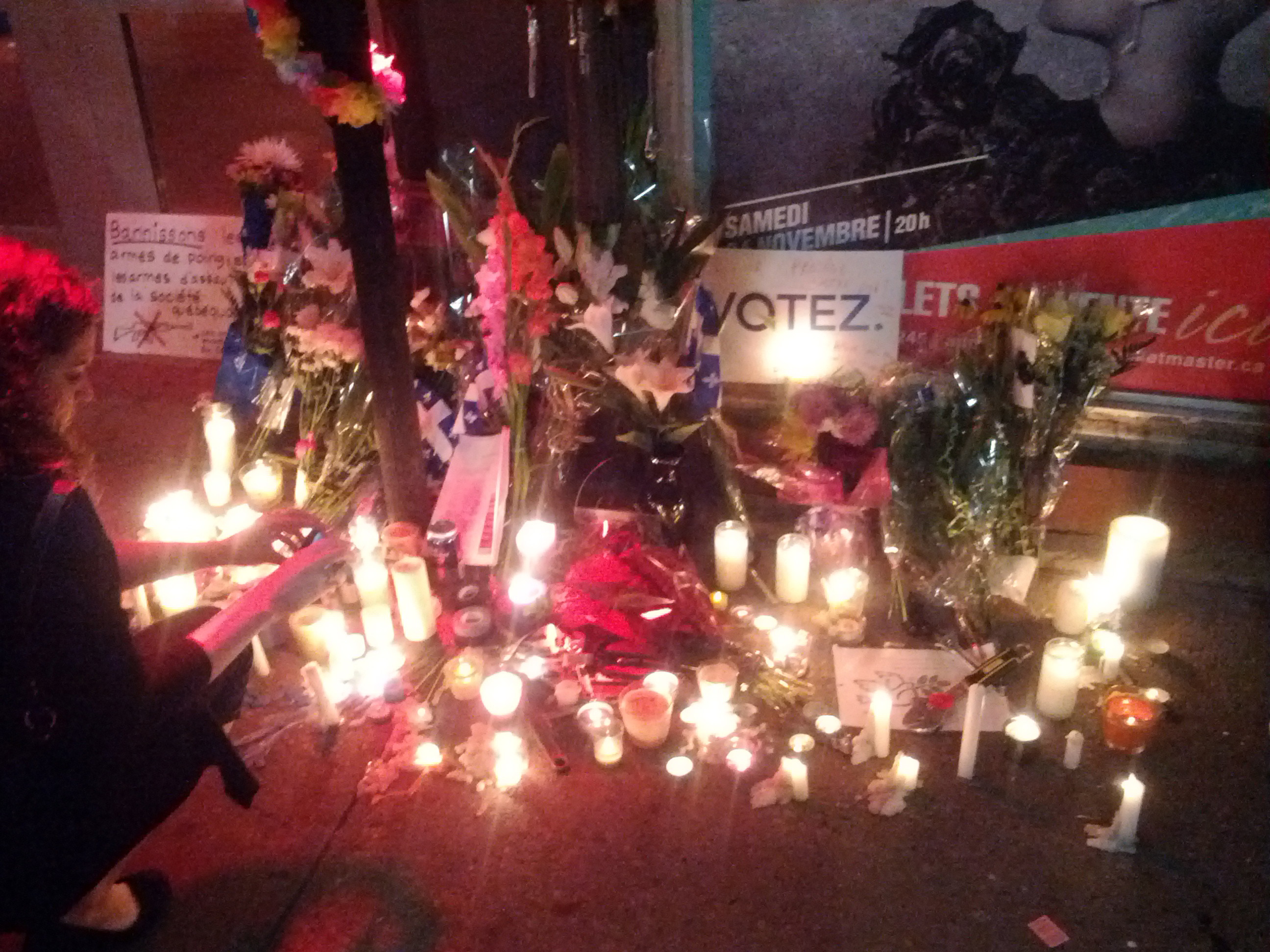
Vigile devant le Métropolis le 5 septembre 2012.

À 2 h 44 le 5 septembre, le Parti québécois réagit par communiqué. La première ministre élue dénonce la « violence gratuite ». Les réactions viennent aussi des adversaires politiques du PQ : la Coalition avenir Québec qualifie l'attentat d'« incident déplorable » et se dit « soulagée que Mme Marois n'ait pas été blessée ». Québec solidaire condamne l'attaque. L'attaché de presse du chef du Parti libéral du Québec Jean Charest et l'attaché de presse du premier ministre du Canada Stephen Harper expriment aussi leur consternation.
Le matin du 5 septembre, le premier ministre canadien Stephen Harper se dit « furieux » et « peiné » qu'un exercice démocratique soit entaché par un événement violent.
Le caucus du Nouveau Parti démocratique s'ouvre à Saint-Jean de Terre-Neuve par une minute de silence en mémoire des victimes.
Lors d'une réunion du caucus du Parti libéral du Canada à Montebello, le chef intérimaire du parti, Bob Rae, a également exprimé son désarroi devant le tragique évènement.
L'attaque suscite de vives réactions au sein de la communauté anglophone du Québec, qui dénonce la violence de ce soir d'élections et se dissocie du geste du tireur et des propos lancés par le suspect à son arrestation. Le maire de Montréal Gérald Tremblay, dissocie également la communauté anglophone des actes attribués au suspect.
Dans la soirée du mercredi 5 septembre, moins de 24 heures après la tuerie, une vigile a lieu devant le Métropolis à Montréal. Des discours en français et en anglais ont lieu pour unir les francophones et les anglophones devant cette tragédie, à la lumière des propos antifrancophones tenus par le suspect,.

## Déclaration controversée de Gaétan Barrette
En août 2016, dans le contexte du procès de Richard Bain, une controverse éclate à la suite de propos tenus par le ministre Gaétan Barrette, membre du gouvernement libéral de Philippe Couillard. Selon le ministre, la première ministre aurait été la cible d'un attentat qu'elle a elle-même provoqué : « Comme politicien, déclare-t-il, on ne veut pas voir ça arriver. J’aurais aimé ne pas voir ça arriver. Mais c’est la société... Quand vous faites trop bouger les choses, des choses comme ça peuvent arriver », déclare-t-il en anglais, ajoutant même : «C’est malheureux. On doit empêcher ça. On doit s’assurer (comme politiciens) que les arguments que nous utilisons et que les discours que nous donnons sont mesurés ».
Les propos du ministre Barrette sont rapidement dénoncés par les partis d'opposition qui font le parallèle entre l'affirmation du ministre et les reproches irresponsables qui sont souvent adressés aux victimes de viol sous prétexte que, par leur comportement ou par leurs propos, elles se sont rendues responsables des violences physiques, sexuelles et psychologiques qu'elles ont subies de la part de leurs agresseurs. Le ministre libéral refuse de retirer ses propos et se contente d'affirmer qu'il n'a rien dit de répréhensible : « En aucun temps n'ai-je fait un lien entre ce regrettable incident et quelque parti politique que ce soit ».
Pour le chef par intérim du Parti québécois, Sylvain Gaudreault, les paroles lancées par Gaétan Barrette sont ignobles : «Quand j’ai entendu la nouvelle sur le verdict, j’ai pensé à Dave Courage, à la famille de Denis Blanchette et à Mme Marois. Pour les militants et les gens qui étaient là, pour les gens qui ont perdu M. Blanchette, c’est terrible ce qui est arrivé. C’est à ça qu’il fallait penser aujourd’hui. Je trouve ça encore plus odieux que M. Barrette n’ait pas eu ces pensées-là, qu’il a choisi de déraper »
Martine Ouellet, de son côté, exige la démission de Gaétan Barrette, estimant qu'il encourage la haine raciale en tenant des propos dangereux et inacceptables.
Malgré les appels au premier ministre Couillard pour qu'il rappelle son ministre à l'ordre, le chef du gouvernement évite lui aussi la question.

## Le suspect
La personne appréhendée sur les lieux dans les premiers instants du 5 septembre est un Québécois anglophone de 61 ans, Richard Henry Bain, mais dont l'identité n'est pas immédiatement dévoilée. Il s'est exprimé en anglais et en français avec un accent anglophone,. La police de Montréal indique qu'il n'est pas connu des autorités, hormis une arrestation pour conduite en état d'ébriété et des infractions mineures au code de la route.
Né le 8 septembre 1950, Bain n'est pas originaire de Montréal selon les policiers mais il y a déjà habité et il réside à La Conception dans les Laurentides, où, depuis sa retraite, il vend des forfaits de pêche et de randonnées équestres. Chrétien dogmatique fréquentant occasionnellement une église baptiste, Bain possédait des armes puisqu'il s'adonnait à la chasse. Il était traité pour des problèmes de santé mentale.

## Procès
Le suspect est hospitalisé dans la matinée du 5 septembre après avoir souffert d'un malaise durant son interrogatoire,.
Le 6 septembre 2012, il comparait au Palais de justice de Montréal et se fait signifier 16 chefs d'accusation au total dont meurtre prémédité, trois tentatives de meurtre sur un collègue de Dave Courage, un autre technicien de scène et le policier Stéphane Champagne, possession de matériel explosif et possession d'arme prohibée. Bain possédait 22 armes, une seule n'était pas enregistrée. La date de la prochaine audience est fixée au 11 octobre. La cause est ensuite remise le 3 mai 2013, puis de nouveau le 3 septembre 2013. Plusieurs reports se succéderont ainsi en raison de la difficulté de l'accusé à se faire représenter par un avocat. Finalement, le procès s'ouvre officiellement le 6 juin 2016 au palais de justice de Montréal, après un dernier report occasionné par une opération chirurgicale.
Tout au long du procès, Bain contredira systématiquement les affirmations qu'il a faites aux policiers et à la psychiatre Marie-Frédérique Allard qui le rencontre à quelques occasions. Ainsi, on ne trouve aucune trace d'anti-dépresseur dans son sang à la suite de l'attentat, alors que peu après son arrestation, il a déclaré aux policiers qu'il en avait avalé une dose massive peu avant l'attaque du Metropolis. De même, il refuse de reconnaitre les déclarations qu'il a faites par écrit à la psychiatre, à l'effet que :
- son plan était de « tuer le plus de séparatistes possible » ainsi que la chef péquiste Pauline Marois et d'autres députés ;
- il aurait continué de tirer aussi longtemps qu'il le pouvait, si son arme semi-automatique ne s'était pas enrayée ;
- il voulait mettre le feu au Métropolis afin de provoquer un incendie semblable à l'incendie criminel qui, en 1972, avait fait 37 morts au café Blue Bird, à Montréal.

Confronté à ces déclarations et à plusieurs autres durant son procès, Bain répond systématiquement qu'il n'a aucun souvenir d'avoir dit ou écrit de telles choses.
Il est reconnu coupable, le 23 août 2016, de meurtre au deuxième degré du technicien de scène Denis Blanchette. L'homme de 65 ans est aussi déclaré coupable de trois tentatives de meurtre, notamment sur Dave Courage et sur le policier Stéphane Champagne de la Sûreté du Québec
Le 18 novembre 2016, il est condamné à la prison à vie, devant passer 20 ans derrière les barreaux avant de pouvoir déposer une demande de libération conditionnelle.

## Concert bénéfice
Le 1er octobre 2012, L'Équipe Spectra, entreprise propriétaire du Métropolis, organise un concert bénéfice en mémoire des victimes de l'attentat avec la participation sur scène de Céline Dion, Arcade Fire, Patrick Watson, Cœur de pirate, Ian Kelly, Vincent Vallières. Les fonds recueillis lors de l'événement ont été versés à la fiducie Denis Blanchette, qui était destinée à soutenir financièrement son enfant. Une collecte de fonds a aussi été effectuée lors de la soirée pour venir en aide à Dave Courage, blessé lors de l'attentat survenu à l'extérieur du Métropolis lors du rassemblement péquiste.